# Martin Baturina
Martin Baturina (Split, 2003. február 16. –) horvát válogatott labdarúgó, a Como játékosa.

## Pályafutása

### Klubcsapatokban
2017-ben csatlakozott a Dinamo Zagreb akadémiájához, előtte a Hajduk Split és az RNK Split korosztályos csapataiban nevelkedett. 2021. február 14-én mutatkozott be a Dinamo Zagreb második csapatában a Bijelo Brdo ellen, majd május 16-án a felnőttek között is debütált a bajnokság 35. fordulójában a HNK Gorica ellen. Szeptember 30-án bemutatkozott az Európa-ligában a belga KRC Genk ellen. 2022. február 26-án a második csapatban megszerezte első gólját az NK Solin ellen 2–1-re elvesztett bajnoki találkozón. Március 5-én a HNK Šibenik ellen 3–0-ra megnyert első osztályú mérkőzésen megszerezte első gólját a felnőttek között. 2025. február 15-én a HNK Gorica ellen 3–1-re elvesztett bajnoki találkozón 150. alkalommal lépett pályára tétmérkőzésen a klub színeiben.
2025. június 17-én jelentették be, hogy az olasz Como csapatába igazolt, öt évre szóló szerződést aláírva új csapatával

### A válogatottban
Többszörös horvát korosztályos válogatott. Pályára lépett a 2023-as U21-es labdarúgó-Európa-bajnokságon mind a három csoportkör mérkőzésen. 2023. november 18-án mutatkozott be a felnőttek között a Lettország ellen 2–0-ra megnyert 2024-es labdarúgó-Európa-bajnokság selejtező mérkőzésén. 2024. május 20-án bekerült Zlatko Dalić szövetségi kapitány a 2024-es labdarúgó-Európa-bajnokságra készülő 26 fős keretébe.

## Család
Apja Mate Baturina szintén válogatott labdarúgó, míg testvére Roko korosztályos szintén jutott.

## Sikerei, díjai

### Klub
- Dinamo Zagreb: 
  - Horvát bajnok: 2020–21, 2021–22, 2022–23, 2023–24
  - Horvát kupa: 2023–24
  - Horvát szuperkupa: 2022, 2023

### Egyéni
- Football Oscar – A szezon csapatának a tagja: 2022–23[15], 2023–24[16], 2024–25[17]
- Football Oscar – A szezon legjobb fiatal játékosa: 2022–23[15]
- Az HNL szezon csapata: 2024–25[18]